# Wojciech Frykowski
Wojciech „Voytek“ Frykowski (* 22. Dezember 1936 in Łódź, Polen; † 9. August 1969 in Los Angeles, Kalifornien, USA) war ein polnischer Schauspieler und Schriftsteller. Er wurde bekannt als eines der Opfer des Mordanschlags auf die Schauspielerin Sharon Tate und weitere Personen durch die Manson Family (siehe Tate-Morde).

## Leben
Wojciech Frykowski (der Rufname „Voytek“ stellt die Anglisierung des polnischen Diminutivs „Wojtek“ seines Vornamens „Wojciech“ dar), ein Sohn polnischer Textilfabrikanten, war ein Schulfreund des ebenfalls aus Polen stammenden Regisseurs und Schauspielers Roman Polański. Ebenso wie Polański hatte Frykowski das Grauen der Verfolgung durch die Nationalsozialisten im von Deutschland besetzten Polen überlebt.
Frykowski war zweimal verheiratet und geschieden. Aus der ersten Ehe mit dem polnischen Modell Ewa Maria Morelle stammt der Sohn Bartłomiej Frykowski (1959–1999), der später Kameramann wurde. In zweiter Ehe war er mit der polnischen Autorin Agnieszka Osiecka verheiratet. Später ging Frykowski nach Paris. 1967 folgte er seinem Freund Polański in die Vereinigten Staaten. Er finanzierte die ersten Filmprojekte Polańskis.
Bei einer Autorenlesung lernte er Abigail Folger, die junge Erbin eines amerikanischen Kaffeekonzerns, kennen. Folger und Frykowski zogen im Gefolge Polańskis und seiner Freundin Sharon Tate von New York nach Los Angeles, wo sie ein Haus der Sängerin Cass Elliot von der Musikgruppe The Mamas and the Papas anmieteten. Schnell ergab sich ein Leben in der High Society von Hollywood für Frykowski, der allerdings auch in dubiose Drogengeschäfte verwickelt gewesen sein soll: Mutmaßlich war er beim Schmuggeln der neuartigen Szenedroge MDA, einem Vorläufer der seit den 1990er Jahren bekannten Droge Ecstasy, beteiligt. Zusammen mit dem mittlerweile verheirateten Ehepaar Tate-Polański feierten Frykowski und Folger häufig ausschweifende Partys im Haus der Polańskis 10050 Cielo Drive in Bel Air.

### Der Mord
In der Nacht vom 8. zum 9. August 1969 wurde Frykowski nach einem Besuch in einem mexikanischen Restaurant zusammen mit seiner Lebensgefährtin Folger und ihren Freunden, der hochschwangeren Tate und dem Haarstylisten Jay Sebring, bei einer Party auf dem Anwesen am Cielo Drive von den Mitgliedern der Manson Family (Susan Atkins, Charles Watson und Patricia Krenwinkel) überfallen und bestialisch ermordet. Überdies wurde der 18-jährige Steven Parent, der eher zufällig anwesend war, erschossen. Über den genauen Tathergang existieren bis heute Spekulationen. Frykowski wurde vermutlich im Flur des Hauses der Polańskis mit einem Messer traktiert und mit einem stumpfen Gegenstand mehrmals niedergeschlagen. Das Opfer soll sich – nach späteren Aussagen der Attentäter – vehement gewehrt haben. Ebenso wie seine Freundin Folger konnte er noch in den Vorgarten flüchten, wurde dort aber mit 51 Messerstichen niedergestreckt.
Frykowski wurde in Los Angeles eingeäschert und die Urne auf dem Stary Cmentarz (Alter Friedhof) in seiner polnischen Heimatstadt Łódź beigesetzt.